# H. W. Roden
Pour les articles homonymes, voir Roden.
H. W. Roden, né le 17 juillet 1895 à Dallas, au Texas, et mort le 10 mai 1963 à San Francisco, en Californie, est un écrivain américain, auteur de quatre romans policiers.

## Biographie
Diplômé de l'université Cornell, il épouse Florence Finley à New York le 2 août 1918. Il est l'ancien président de la corporation des industries alimentaires américaines.
De 1944 à 1946, il publie une série de quatre romans mettant en scène Johnny Arden Knight, un ancien journaliste sportif devenu publicitaire à New York. À partir de sa deuxième enquête, Knight est accompagné dans ses investigations par son ami Sid Ames, un détective privé qui agit seul dans le troisième titre de la série Un ange en moins (One Angel Less, 1945), avant que les deux comparses se retrouvent dans On ne tue jamais assez (Wake for a Lady, 1946).
Selon Claude Mesplède, « ces affaires très classiques et dans la moyenne des récits hard-boiled des années d'après-guerre, sont menées sur le ton de la comédie plus ou moins parodique assorti d'une pointe de machisme ».

## Œuvre

### Romans

#### SérieJohnny Arden Knight et Sid Ames
Les quatre romans sont traduits par Yves Malartic.
- You Only Hang Once (1944) Publié en français sous le titre On ne peut être pendu qu'une fois, Paris, Morgan, coll. « Série rouge » no 19 (1948)
- Too Busy to Die (1944) Publié en français sous le titre Pas le temps de mourir, Paris, Morgan, coll. « Série rouge » no 22 (1948)
- One Angel Less (1945) Publié en français sous le titre Un ange en moins, Paris, Morgan, coll. « Série rouge » no 31 (1949)
- Wake for a Lady (1946) Publié en français sous le titre On ne tue jamais assez, Paris, Morgan, coll. « Série rouge » no 27 (1949) ; réédition, Paris, Librairie des Champs-Élysées, coll. « Club des Masques » no 526 (1984)  (ISBN 2-7024-1527-X)

## Sources
: document utilisé comme source pour la rédaction de cet article.
- Claude Mesplède (dir.), Dictionnaire des littératures policières, vol. 2 : J - Z, Nantes, Joseph K, coll. « Temps noir », 2007, 1086 p. (ISBN 978-2-910-68645-1, OCLC 315873361), p. 664.